# محمد ناجی
محمد ناجی (انگلیسی: Mohamed Nagy؛ زاده ۳۰ اکتبر ۱۹۸۴) یک بازیکن فوتبال اهل مصر است.
وی همچنین در تیم ملی فوتبال مصر بازی کرده‌است.